# Rench
La Rench est une rivière allemande de 57 km de long qui coule dans l'Ortenau, au centre du Pays de Bade (Bade-Wurtemberg). Elle est un affluent du Rhin en rive droite.
Elle prend sa source dans le Sud de la Forêt Noire, près de Bad Griesbach im Schwarzwald, à une altitude de 915 m. Le ruisseau, qui s'appelle à cet endroit le Schöngrundbächle est ensuite rejoint par deux autres petits cours d'eau, l'Alte Rench et la Wilde Rench, qui, ensemble, forme la Rench proprement dite aux abords de Bad Griesbach. Après quelques kilomètres dans la direction du Sud, au travers du massif de la Forêt Noire, elle oblique vers le Nord-Ouest, en direction de la plaine du Rhin, traversant les collines de l'Ortenau. Elle se jette dans le Rhin entre Helmlingen et Lichtenau.